# Ernest William Goodpasture
Ernest William Goodpasture (Clarksville, Tennessee, 17 de outubro de 1886 — Nashville, Tennessee, 20 de setembro de 1960) foi um patologista e médico americano.
Goodpasture avançou o entendimento científico da patogênese de doenças infecciosas, parasitismo e uma variedade de infecções virais e rickettsiais. Junto com colegas na Universidade Vanderbilt, inventou métodos para cultivar vírus e rickettsias em embriões de galinha e ovos fertilizados de galinha.
Recebeu em 1946 o Prêmio Passano.